# Bragairac
Bragairac (oficial Bragayrac) és un municipi occità de Comenge al Savès, a Gascunya, situat al departament de l'Alta Garona, a la regió Occitània.